# Condat-en-Combraille
Condat-en-Combraille település Franciaországban, Puy-de-Dôme megyében. Lakosainak száma 412 fő (2022. január 1.). Condat-en-Combraille Mérinchal, La Celle, Combrailles, Giat, Landogne, Montel-de-Gelat, Saint-Avit, Saint-Étienne-des-Champs, Tralaigues és Villosanges községekkel határos.

## Népesség
A település népességének változása:
| Lakosok száma | 450  | 437  | 422  | 417  | 414  | 410  | 411  | 412  |
|               | 2013 | 2015 | 2017 | 2018 | 2019 | 2020 | 2021 | 2022 |